# تابيواه كابينى
تابيواه كابينى (بالإنجليزية: Tapuwa Kapini)‏ (17 يوليو 1984 هراري زيمبابوي - ) هو لاعب كرة قدم زيمبابوي، يلعب كحارس مرمى، شارك في كأس الأمم الأفريقية 2006.

## روابط خارجية
- تابيواه كابينى على موقع قاعدة بيانات كرة القدم.إي يو (الإنجليزية)
- تابيواه كابينى على موقع ناشيونال فوتبول تيمز (الإنجليزية)
- تابيواه كابينى على موقع Soccerway.com (الإنجليزية)